# Ситими
Ситими (яп. 七味唐辛子 ситими то:гараси, «перец семи вкусов»), также нана иро тогараси (яп. 七色唐辛子 нана иро то:гараси) — японская приправа, обычно состоящая из нескольких видов перца (японский перец, красный перец, сычуаньский перец), белого и чёрного кунжута, водорослей, семян конопли, тёртого имбиря и жареной апельсиновой цедры. Также может включать маковое и рапсовое семя, цедру юдзу, периллу и другие ингредиенты. Ситими добавляют в супы, лапшу и гюдон, а также в некоторые виды рисовых пирожков, жареные моти и крекеры сэмбэй.

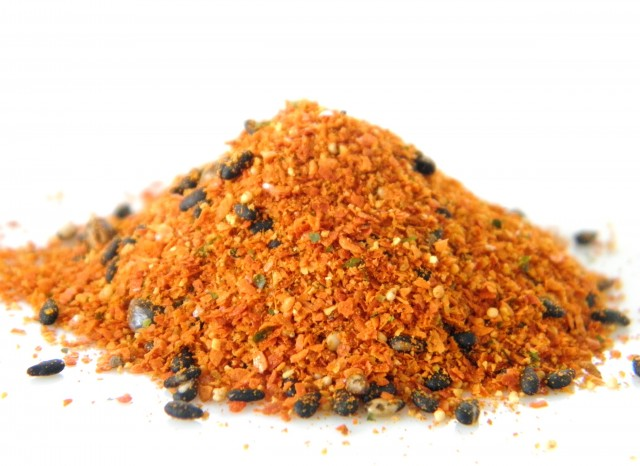
Ситими

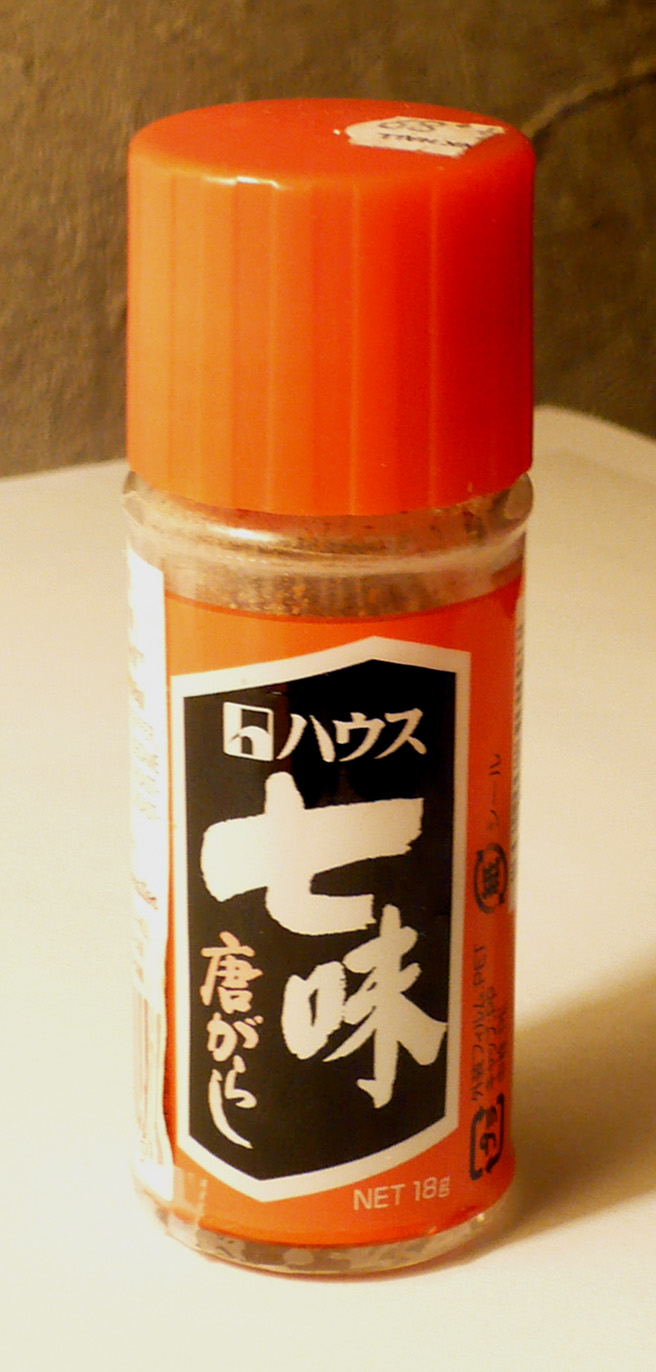
Упаковка ситими

Приправа ситими известна японцам по крайней мере с XVII века, её продавали эдоские торговцы травами. Эту приправу называли также «ягэмбори» (яп. 薬研堀), по месту производства. Возле храмов продают три особых типа ситими: ягэмбори (яп. やげん堀) у Сэнсо-дзи, ситимия (яп. 七味家) у Киёмидзу-дэра и яватая исогоро (яп. 八幡屋磯五郎) у Дзэнко-дзи.